# 特勒克圣米克洛什区
特勒克圣米克洛什区（匈牙利語：Törökszentmiklósi járás），是匈牙利亚斯-瑙吉孔-索尔诺克州的一个区，总面积464.54平方公里，总人口36,739人（2011年），人口密度79人/平方公里。中心城市为特勒克聖米克洛什。

## 市镇
特勒克圣米克洛什区包含两个城镇和5个村庄。